# منطقة خلونج سام وا
منطقة خلونج سام وا (بالإنجليزية: Khlong Sam Wa District)‏ هي منطقة من مناطق بانكوك. يبلغ عدد سكانها 124476 نسمة وذلك حسب إحصائيات سنة 2004. تبلغ مساحتها 110.686 كم².

الموقع في بانكوك